# Покровская церковь (Орёл)
Церковь Покрова Пресвятой Богородицы — православный храм в Орле, разрушенный большевиками в 1948 году.

## История
Церковь Покрова Пресвятой Богородицы известна ещё деревянной с XVII века. Деревянный храм был выстроен недалеко от деревянного Сошного моста через Оку (позже железный Мариинский, ныне — Красный). В камне храм построили в 1749 году. 

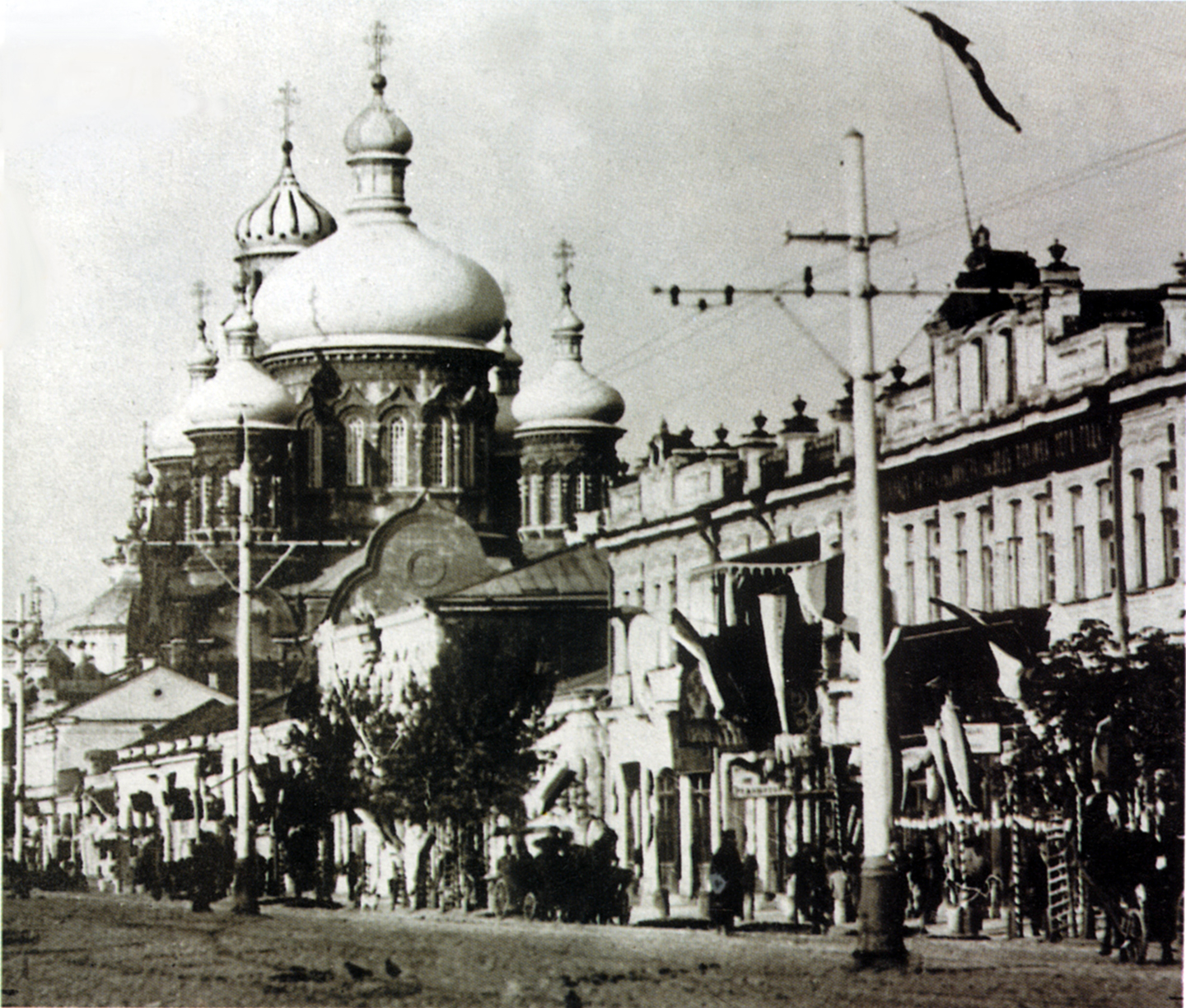
Покровская церковь с Московской улицы. 1904 год

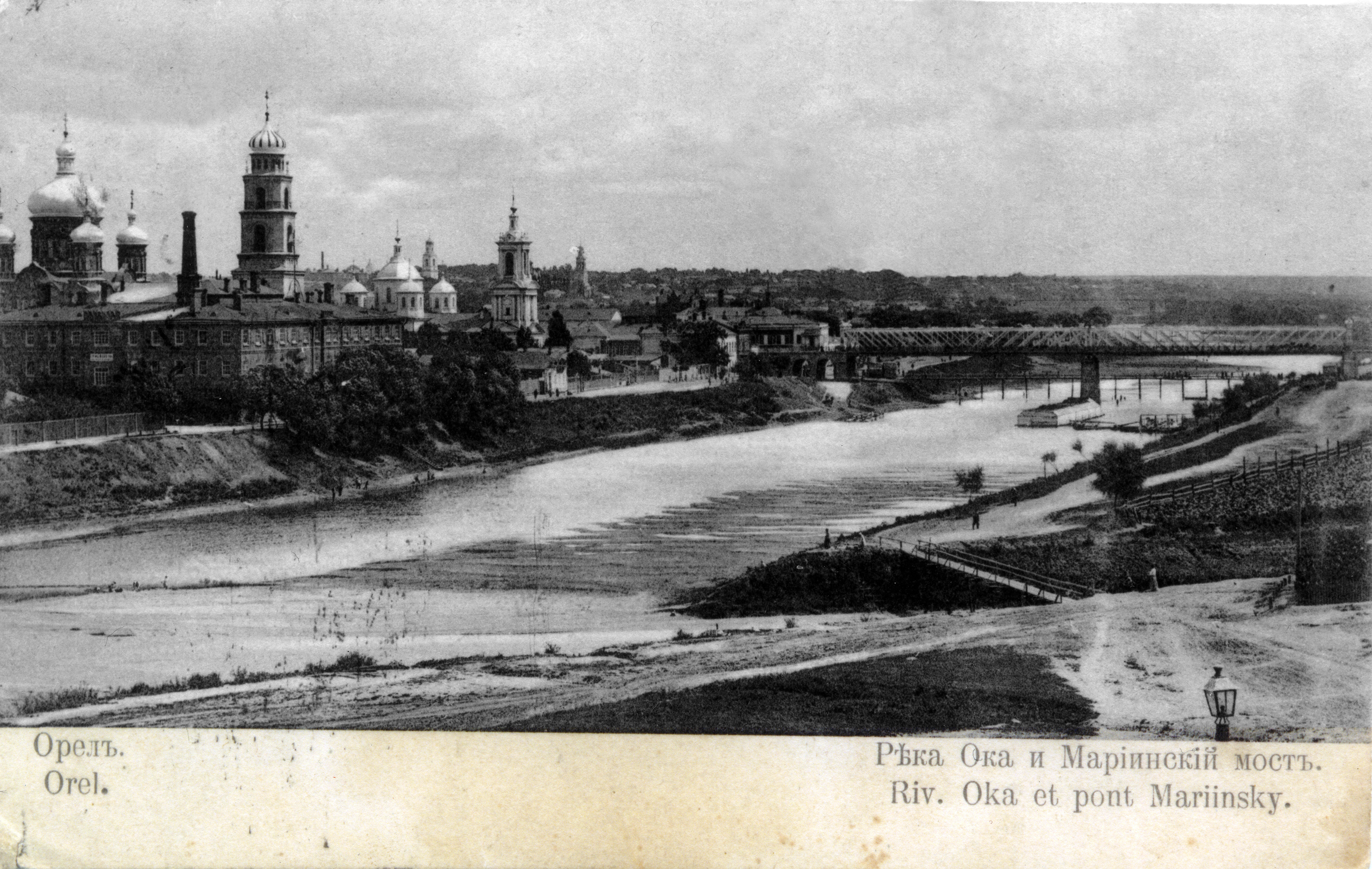
Вид на стрелку, реку Оку и Мариинский мост. 1890-е годы

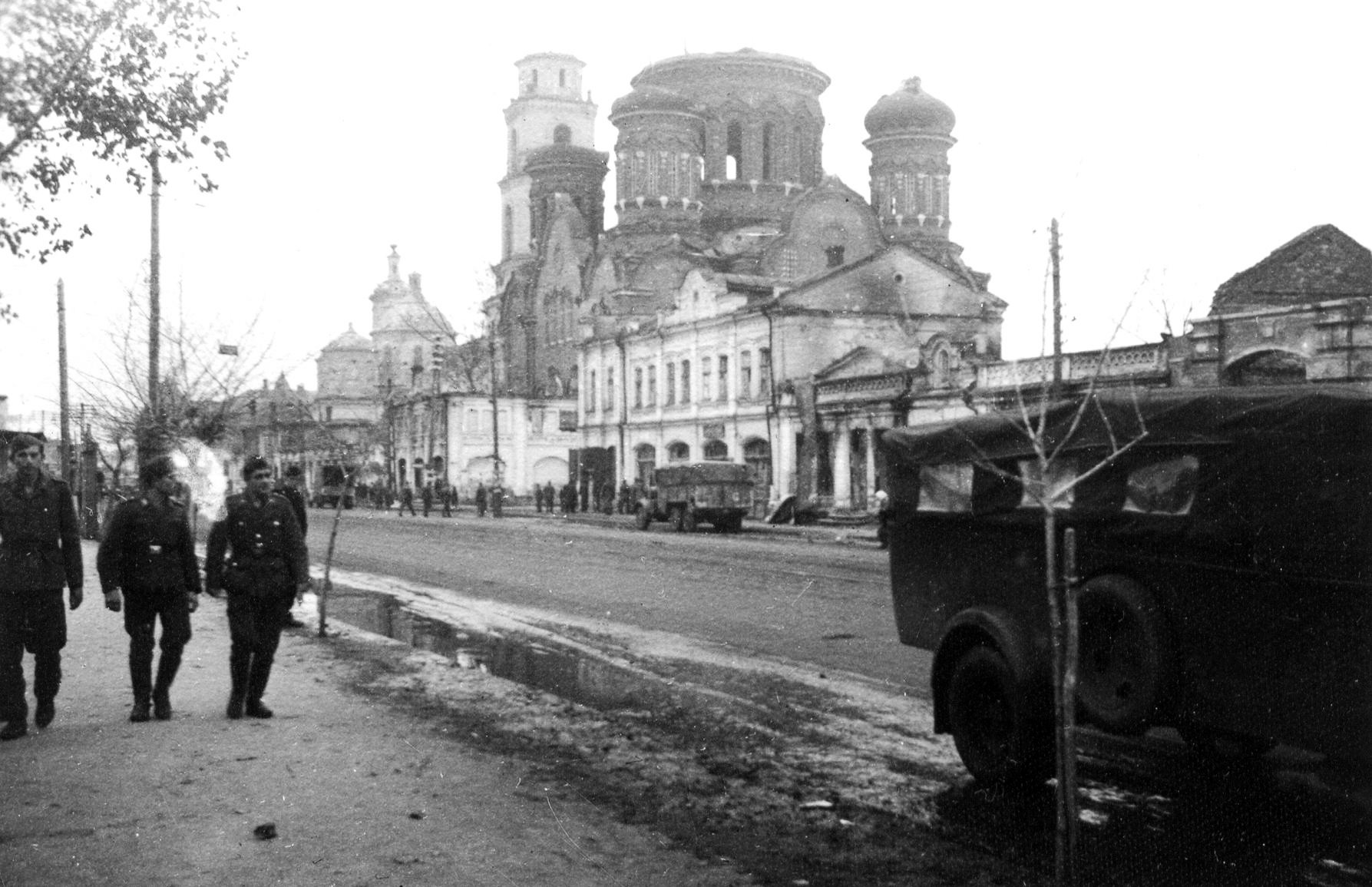
Покровский храм весной 1943 года

В 1848 году случился пожар и храм пришлось строить заново. Архитектор Н. Т. Орлов разработал проект пятиглавого большого собора на месте старого в центре города, на Ильинской площади. Руководил строительством до 1874 года церковный староста, купец I гильдии А. Н. Перелыгин. Однако в процессе постройки храма произошла авария, и обрушился центральный главный купол храма и несколько боковых. Приделы храма были освящены в 1874 году, а главный купол почти 22 года пролежал в развалинах. В 1885 году начались работы по его восстановлению, растянувшиеся на 20 лет. Наконец, в 1904 году были закончены все работы и Покровская церковь была освящена. Здание храма яркого бордового цвета стало самым большим и красивым в городе. Купола Покровского храма были видны с других берегов Оки и Орлика и создавали живописную панораму Гостиной улицы и Мариинского моста. Внутри церкви был устроен мраморный иконостас и выполнена роспись её стен по альбомным образцам священных изображений московского храма Христа Спасителя. Величественный Покровский храм в старинном русско-византийском стиле с высокой колокольней стал украшением Ильинской площади и всего города. Фотографии Ильинки невозможно было представить без этого шедевра русской архитектуры.

## Советский период

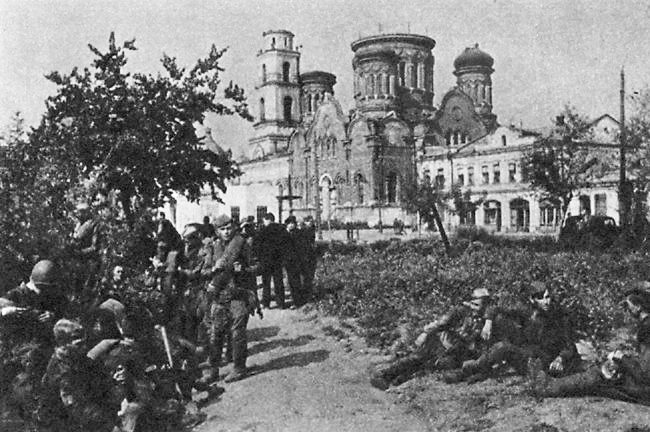
Советские солдаты на привале в сквере Танкистов на фоне Покровского храма. 5 августа 1943 года

Яркая архитектура Покровского храма в центре города сразу стала «больной мозолью» для большевиков. Примечателен случай в феврале 1918 года. По приказу местных большевистских властей рабочие стали снимать с колокольни двуглавых орлов. По набатному звону самой большой колокольни в городе собрались толпы верующих и избили мастеров. Столкновение толпы с милицией, кавалерией и даже красногвардейцами едва не переросло в вооруженное восстание. Один человек был убит. В мае 1918 года в Покровской церкви состоялось собрание городского духовенства, в котором приняли участие представители духовенства из уездов. Собрание осудило «всякие попытки превращения церкви в политическую силу, враждебную Советской власти» и приняло резолюцию о признании... «правильной» политики Советской власти в церковных вопросах. Покровская церковь стала кафедральным собором обновленческой церкви. До 1930-х годов храм оставили в покое. Перед войной церковь всё-таки закрыли. Неизвестно, были ли разбиты купола храма большевиками или при бомбёжке города перед оккупацией, но к моменту занятия города немецко-нацистскими войсками от некогда величественных куполов храма остались мелкие осколки. Архитектура храма впечатлила даже оккупационные войска. На немецких фотографиях периода 1941—1943 годов Покровский храм появлялся очень часто. 5 августа 1943 года город был освобождён. Покровский храм и здание на Московской улице были самыми высокими зданиями, пережившими войну, поэтому над ними были установлены красные знамёна. Несмотря на то, что храм и колокольня чудом уцелели, после войны принимается решение о его сносе. Капитальное здание XIX—XX веков было взорвано в 1948 году. Руины храма долго не могли разобрать. До начала 1960-х годов вывозился красный кирпич, оставшийся от церкви. Затем на её месте было построено ничем не примечательное четырёхэтажное здание орловского Центрального универмага.

## Настоящее время

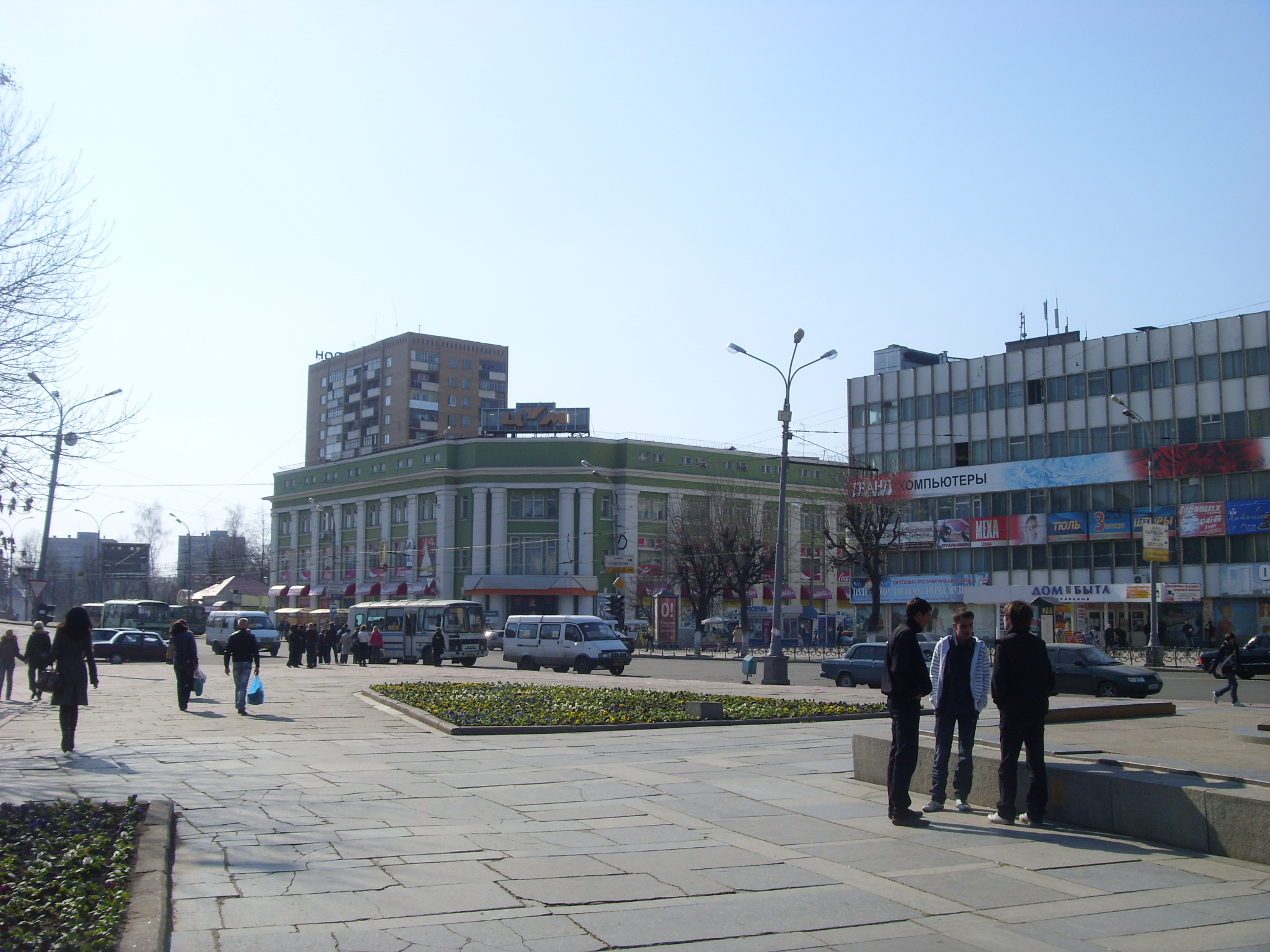
На месте храма Орловский универмаг.

На современной площади Мира, 1 на месте Покровского храма по-прежнему стоит здание, владельцем которого является ОАО «Орловский универмаг». Не претендующее на роль архитектурного памятника здание отдано под аренду различным торговым компаниям. Покровской улице, в конце которой находилась Покровская церковь, носившей в советское время имя Дзержинского в 1990-х годах вернули историческое 
название.